# Élections présidentielles sous la Cinquième République en Martinique
Depuis l'adoption de la Constitution de la Cinquième République française en 1958, dix élections présidentielles ont eu lieu afin d'élire le président de la République. Cette page présente les résultats de ces élections en Martinique.

## Synthèse des résultats du second tour
Jusqu'en 1981 la Martinique vote traditionnellement plus à droite que la France, plaçant Valéry Giscard d'Estaing (80,56 %) en tête devant François Mitterrand en 1981 avec 32 points de plus qu'au niveau national. En 1995 et en 2007, Lionel Jospin (58,94 %) et Ségolène Royal (60,52 %) arrivent très largement en tête du second tour. En 2012, François Hollande (68,43 %) obtient 17 points de plus qu'au niveau national. En 2017, Emmanuel Macron (77,55 %) obtient 11 points de plus.
| année | Répartition des exprimés | Répartition des exprimés | Participation (% des inscrits) | Blancs ou nuls (% des votants) |

| 2017 | Emmanuel Macron (77,55 %) (France : 66,10 %) | Marine Le Pen (22,45 %) (France : 33,90 %) | 50,26 % (France : 77,77 %) | 4,72 % (France : 2,47 %) |

| 2012 | François Hollande (68,43 %) (France : 51,64 %) | Nicolas Sarkozy (31,57 %) (France : 48,36 %) | 52,42 % (France : 80,35 %) | 7,88 % (France : 5,82 %) |

| 2007 | Nicolas Sarkozy (39,48 %) (France : 53,06 %) | Ségolène Royal (60,52 %) (France : 46,94 %) | 58,99 % (France : 83,97 %) | 6,02 % (France : 4,20 %) |

| 2002 | Jacques Chirac (96,15 %) (France : 82,21 %) | J.-M. Le Pen (3,85 %) (France : 17,79 %) | 35,35 % (France : 79,71 %) | 5,12 % (France : 3,38 %) |

| 1995 | Jacques Chirac (41,06 %) (France : 52,64 %) | Lionel Jospin (58,94 %) (France : 47,36 %) | 40,55 % (France : 78,38 %) | 9,55 % (France : 2,81 %) |

| 1988 | François Mitterrand (70,89 %) (France : 54,02 %) | Jacques Chirac (29,11 %) (France : 45,98 % %) | 57,63 % (France : 81,35 %) | 6,24 % (France : 2,00 %) |

| 1981 | François Mitterrand (19,44 %) (France : 51,76 %) | Valéry Giscard d'Estaing (80,56 %) (France : 48,24 %) | 48,28 % (France : 81,09 %) | 4,46 % (France : 1,62 %) |

| 1974 | Valéry Giscard d'Estaing (57,08 %) (France : 50,81 %) | François Mitterrand (42,92 %) (France : 49,19 %) | 53,86 % (France : 84,23 %) | 4,56 % (France : 0,92 %) |

| 1969 | Georges Pompidou (91,01 %) (France : 58,21 %) | Alain Poher (8,99 %) (France : 41,79 %) | 46,83 % (France : 77,59 %) | 5,33 % (France : 1,29 %) |

| 1965 | Charles de Gaulle (89,7 %) (France : 55,20 %) | François Mitterrand (10,3 %) (France : 44,80 %) | 65,13 % (France : 84,75 %) | 1,43 % (France : 1,01 %) |

|  | ▲ |

## Résultats détaillés par scrutin

### 2017
Le premier tour de l'élection présidentielle de 2017 voit s'affronter onze candidats. Emmanuel Macron arrive en tête devant Marine Le Pen et tous deux se qualifient pour le second tour. Néanmoins, avec François Fillon et Jean-Luc Mélenchon, les scores des quatre candidats ayant recueilli le plus de voix sont serrés (4,43 points entre le 1er et le 4e). Pour la première fois, aucun des candidats des deux partis politiques pourvoyeurs jusque-là des présidents de la Ve République, n'est présent au second tour. Celui-ci se tient le dimanche 7 mai et se solde par la victoire d'Emmanuel Macron, avec un total de 20 753 798 bulletins de vote en sa faveur, soit 66,10 % des suffrages exprimés, face à la candidate du Front national, qui recueille 33,90 %. Le scrutin est néanmoins marqué par une forte abstention et par un record de votes blancs ou nuls. 
En Martinique, Jean-Luc Mélenchon arrive en tête du premier tour avec 27,37 % des exprimés, suivi de Emmanuel Macron (25,53 %), François Fillon (16,84 %), Marine Le Pen (10,94 %) et Benoît Hamon (9,76 %). Au second tour, les électeurs ont voté à 77,55 % pour Emmanuel Macron contre 22,45 % pour Marine Le Pen avec un taux de participation de 50,26 % des inscrits.
|             | LFi         | Jean-Luc Mélenchon    | 29 903  | 27,37 %    |         |            |  |  |
|             | EM          | Emmanuel Macron       | 27 893  | 25,53 %    | 104 307 | 77,55 %    |  |  |
|             | LR          | François Fillon       | 18 400  | 16,84 %    |         |            |  |  |
|             | FN          | Marine Le Pen         | 11 949  | 10,94 %    | 30 195  | 22,45 %    |  |  |
|             | PS          | Benoît Hamon          | 10 661  | 9,76 %     |         |            |  |  |
|             | NPA         | Philippe Poutou       | 3 217   | 2,94 %     |         |            |  |  |
|             | DlF         | Nicolas Dupont-Aignan | 2 338   | 2,14 %     |         |            |  |  |
|             | LO          | Nathalie Arthaud      | 2 253   | 2,06 %     |         |            |  |  |
|             | UPR         | François Asselineau   | 1 407   | 1,29 %     |         |            |  |  |
|             | RES         | Jean Lassalle         | 870     | 0,8 %      |         |            |  |  |
|             | SeP         | Jacques Cheminade     | 373     | 0,34 %     |         |            |  |  |
|             |             |                       |         |            |         |            |  |  |
|             |             |                       | Nombre  | % inscrits | Nombre  | % inscrits |  |  |
| Inscrits    | Inscrits    | Inscrits              | 310 812 |            | 310 673 |            |  |  |
| Abstentions | Abstentions | Abstentions           | 186 855 | 60,12 %    | 154 539 | 49,74 %    |  |  |
| Votants     | Votants     | Votants               | 123 957 | 39,88 %    | 156 134 | 50,26 %    |  |  |
|             |             |                       |         |            |         |            |  |  |
|             |             |                       |         | % votants  |         | % votants  |  |  |
| Blancs      | Blancs      | Blancs                | 8 152   | 2,62 %     | 12 716  | 4,09 %     |  |  |
| Nuls        | Nuls        | Nuls                  | 6 541   | 2,1 %      | 8 916   | 2,87 %     |  |  |
| Exprimés    | Exprimés    | Exprimés              | 109 264 | 35,15 %    | 134 502 | 43,29 %    |  |  |

### 2012
Hollande, désigné par le PS à la suite d'une primaire ouverte, devance Sarkozy dès le premier tour de l'élection présidentielle de 2012 : c'est la première fois qu'un président sortant est ainsi devancé. Au second tour, Sarkozy est battu mais par un écart plus faible qu'attendu.
En Martinique, François Hollande arrive en tête du premier tour avec 51,98 % des exprimés, suivi de Nicolas Sarkozy (26,28 %), François Asselineau (5,93 %), Jean-Luc Mélenchon (5,88 %) et Marine Le Pen (4,76 %). Au second tour, les électeurs ont voté à 68,43 % pour François Hollande contre 31,57 % pour Nicolas Sarkozy avec un taux de participation de 59,78 % des inscrits.
|                | PS             | François Hollande     | 76 034  | 51,98 %    | 114 527 | 68,43 %    |  |  |
|                | UMP            | Nicolas Sarkozy       | 38 443  | 26,28 %    | 52 829  | 31,57 %    |  |  |
|                | MoDem          | François Bayrou       | 8 681   | 5,93 %     |         |            |  |  |
|                | FG             | Jean-Luc Mélenchon    | 8 600   | 5,88 %     |         |            |  |  |
|                | FN             | Marine Le Pen         | 6 960   | 4,76 %     |         |            |  |  |
|                | EELV           | Eva Joly              | 2 275   | 1,56 %     |         |            |  |  |
|                | NPA            | Philippe Poutou       | 1 712   | 1,17 %     |         |            |  |  |
|                | DLF            | Nicolas Dupont-Aignan | 1 563   | 1,07 %     |         |            |  |  |
|                | LO             | Nathalie Arthaud      | 1 442   | 0,99 %     |         |            |  |  |
|                | S&P            | Jacques Cheminade     | 560     | 0,38 %     |         |            |  |  |
|                |                |                       |         |            |         |            |  |  |
|                |                |                       | Nombre  | % inscrits | Nombre  | % inscrits |  |  |
| Inscrits       | Inscrits       | Inscrits              | 302 903 |            | 302 712 |            |  |  |
| Abstentions    | Abstentions    | Abstentions           | 144 126 | 47,58 %    | 121 764 | 40,22 %    |  |  |
| Votants        | Votants        | Votants               | 158 777 | 52,42 %    | 180 948 | 59,78 %    |  |  |
|                |                |                       |         |            |         |            |  |  |
|                |                |                       |         | % votants  |         | % votants  |  |  |
| Blancs ou nuls | Blancs ou nuls | Blancs ou nuls        | 12 507  | 7,88 %     | 13 592  | 7,51 %     |  |  |
| Exprimés       | Exprimés       | Exprimés              | 146 270 | 92,12 %    | 167 356 | 92,12 %    |  |  |

### 2007
Au premier tour de l'élection présidentielle de 2007, Sarkozy réussit à capter une partie des voix de Le Pen et arrive largement en tête. Royal est la première femme qualifiée pour le second tour d'une élection présidentielle. Elle est battue avec une avance de 6 points.
En Martinique, Ségolène Royal arrive en tête du premier tour avec 48,48 % des exprimés, suivie de Nicolas Sarkozy (33,77 %), François Bayrou (8,61 %), Olivier Besancenot (2,55 %) et Jean-Marie Le Pen (2,11 %). Au second tour, les électeurs ont voté à 39,48 % pour Nicolas Sarkozy contre 60,52 % pour Ségolène Royal avec un taux de participation de 65,78 % des inscrits.
|                | PS             | Ségolène Royal       | 77 266  | 48,48 %    | 108 522 | 60,52 %    |  |  |
|                | UMP            | Nicolas Sarkozy      | 53 825  | 33,77 %    | 70 796  | 39,48 %    |  |  |
|                | UDF            | François Bayrou      | 13 715  | 8,61 %     |         |            |  |  |
|                | LCR            | Olivier Besancenot   | 4 057   | 2,55 %     |         |            |  |  |
|                | FN             | Jean-Marie Le Pen    | 3 367   | 2,11 %     |         |            |  |  |
|                | LO             | Arlette Laguiller    | 2 049   | 1,29 %     |         |            |  |  |
|                | Les Verts      | Dominique Voynet     | 1 479   | 0,93 %     |         |            |  |  |
|                | SE             | José Bové            | 1 388   | 0,87 %     |         |            |  |  |
|                | GPA            | Marie-George Buffet  | 901     | 0,57 %     |         |            |  |  |
|                | MPF            | Philippe de Villiers | 777     | 0,49 %     |         |            |  |  |
|                | CPNT           | Frédéric Nihous      | 338     | 0,21 %     |         |            |  |  |
|                | CNRSP          | Gérard Schivardi     | 216     | 0,14 %     |         |            |  |  |
|                |                |                      |         |            |         |            |  |  |
|                |                |                      | Nombre  | % inscrits | Nombre  | % inscrits |  |  |
| Inscrits       | Inscrits       | Inscrits             | 287 465 |            | 287 518 |            |  |  |
| Abstentions    | Abstentions    | Abstentions          | 117 881 | 41,01 %    | 98 393  | 34,22 %    |  |  |
| Votants        | Votants        | Votants              | 169 584 | 58,99 %    | 189 125 | 65,78 %    |  |  |
|                |                |                      |         |            |         |            |  |  |
|                |                |                      |         | % votants  |         | % votants  |  |  |
| Blancs ou nuls | Blancs ou nuls | Blancs ou nuls       | 10 206  | 6,02 %     | 9 807   | 5,19 %     |  |  |
| Exprimés       | Exprimés       | Exprimés             | 159 378 | 93,98 %    | 179 318 | 94,81 %    |  |  |

### 2002
Après cinq années de cohabitation, un duel est attendu entre Chirac et le Premier ministre Jospin lors de l'élection présidentielle de 2002, mais, à la surprise générale, ce dernier est devancé par Le Pen au premier tour. Au second tour, Chirac bénéficie du ralliement de la gauche et reçoit un score sans précédent. Il s'agit de la première élection pour un mandat de cinq ans et non plus sept.
En Martinique, Jacques  Chirac arrive en tête du premier tour avec 32,9 % des exprimés, suivi de Lionel  Jospin (29,14 %), Christiane Taubira (27,8 %), Jean-Pierre Chevènement (2,26 %) et Jean-Marie  Le Pen (1,75 %). Au second tour, les électeurs ont voté à 96,15 % pour Jacques  Chirac contre 3,85 % pour Jean-Marie  Le Pen avec un taux de participation de 45,11 % des inscrits.
|                | RPR            | Jacques Chirac          | 29 424  | 32,9 %     | 108 449 | 96,15 %    |  |  |
|                | PS             | Lionel Jospin           | 26 059  | 29,14 %    |         |            |  |  |
|                | PRG            | Christiane Taubira      | 24 864  | 27,8 %     |         |            |  |  |
|                | MC             | Jean-Pierre Chevènement | 2 022   | 2,26 %     |         |            |  |  |
|                | FN             | Jean-Marie Le Pen       | 1 563   | 1,75 %     | 4 339   | 3,85 %     |  |  |
|                | LO             | Arlette Laguiller       | 1 055   | 1,18 %     |         |            |  |  |
|                | Les Verts      | Noël Mamère             | 882     | 0,99 %     |         |            |  |  |
|                | UDF            | François Bayrou         | 769     | 0,86 %     |         |            |  |  |
|                | FRS            | Christine Boutin        | 742     | 0,83 %     |         |            |  |  |
|                | DL             | Alain Madelin           | 484     | 0,54 %     |         |            |  |  |
|                | PC             | Robert Hue              | 429     | 0,48 %     |         |            |  |  |
|                | LCR            | Olivier Besancenot      | 421     | 0,47 %     |         |            |  |  |
|                | Cap21          | Corinne Lepage          | 232     | 0,26 %     |         |            |  |  |
|                | CPNT           | Jean Saint-Josse        | 221     | 0,25 %     |         |            |  |  |
|                | MNR            | Bruno Mégret            | 177     | 0,2 %      |         |            |  |  |
|                | PT             | Daniel Gluckstein       | 84      | 0,09 %     |         |            |  |  |
|                |                |                         |         |            |         |            |  |  |
|                |                |                         | Nombre  | % inscrits | Nombre  | % inscrits |  |  |
| Inscrits       | Inscrits       | Inscrits                | 266 629 |            | 266 527 |            |  |  |
| Abstentions    | Abstentions    | Abstentions             | 172 379 | 64,65 %    | 146 292 | 54,89 %    |  |  |
| Votants        | Votants        | Votants                 | 94 250  | 35,35 %    | 120 235 | 45,11 %    |  |  |
|                |                |                         |         |            |         |            |  |  |
|                |                |                         |         | % votants  |         | % votants  |  |  |
| Blancs ou nuls | Blancs ou nuls | Blancs ou nuls          | 4 822   | 5,12 %     | 7 447   | 6,19 %     |  |  |
| Exprimés       | Exprimés       | Exprimés                | 89 428  | 94,88 %    | 112 788 | 93,81 %    |  |  |

### 1995
Après une nouvelle cohabitation et alors que la droite est particulièrement divisée entre Chirac et le Premier ministre Balladur, Jospin réussit à arriver en tête au premier tour de l'élection présidentielle de 1995, malgré la très lourde défaite de la gauche aux législatives de 1993. Au second tour, il est battu par Chirac.
En Martinique, Lionel Jospin arrive en tête du premier tour avec 36,4 % des exprimés, suivi de Jacques Chirac (29,14 %), Édouard Balladur (23,59 %), Robert Hue (3,54 %) et Arlette Laguiller (2,67 %). Au second tour, les électeurs ont voté à 58,94 % pour Lionel Jospin contre 41,06 % pour Jacques Chirac avec un taux de participation de 48,99 % des inscrits.
|                | PS             | Lionel Jospin        | 33 345  | 36,4 %     | 67 763  | 58,94 %    |  |  |
|                | RPR            | Jacques Chirac       | 26 696  | 29,14 %    | 47 197  | 41,06 %    |  |  |
|                | RPR            | Édouard Balladur     | 21 609  | 23,59 %    |         |            |  |  |
|                | PC             | Robert Hue           | 3 241   | 3,54 %     |         |            |  |  |
|                | LO             | Arlette Laguiller    | 2 444   | 2,67 %     |         |            |  |  |
|                | FN             | Jean-Marie Le Pen    | 1 509   | 1,65 %     |         |            |  |  |
|                | Les Verts      | Dominique Voynet     | 1 162   | 1,27 %     |         |            |  |  |
|                | MPF            | Philippe de Villiers | 823     | 0,9 %      |         |            |  |  |
|                | S&P            | Jacques Cheminade    | 777     | 0,85 %     |         |            |  |  |
|                |                |                      |         |            |         |            |  |  |
|                |                |                      | Nombre  | % inscrits | Nombre  | % inscrits |  |  |
| Inscrits       | Inscrits       | Inscrits             | 249 726 |            | 250 268 |            |  |  |
| Abstentions    | Abstentions    | Abstentions          | 148 452 | 59,45 %    | 127 661 | 51,01 %    |  |  |
| Votants        | Votants        | Votants              | 101 274 | 40,55 %    | 122 607 | 48,99 %    |  |  |
|                |                |                      |         |            |         |            |  |  |
|                |                |                      |         | % votants  |         | % votants  |  |  |
| Blancs ou nuls | Blancs ou nuls | Blancs ou nuls       | 9 668   | 9,55 %     | 7 647   | 6,24 %     |  |  |
| Exprimés       | Exprimés       | Exprimés             | 91 606  | 90,45 %    | 114 960 | 93,76 %    |  |  |

### 1988
Après deux ans de cohabitation, Mitterrand affronte le Premier ministre Chirac lors de l'élection présidentielle de 1988. Le Pen obtient au premier tour un score jusque-là sans précédent pour un parti d'extrême droite. Au second tour, Mitterrand est facilement réélu.
En Martinique, François Mitterrand arrive en tête du premier tour avec 58,87 % des exprimés, suivi de Jacques Chirac (19,86 %), Raymond Barre (16,35 %), André Lajoinie (1,98 %) et Jean-Marie Le Pen (1,17 %). Au second tour, les électeurs ont voté à 70,89 % pour François Mitterrand contre 29,11 % pour Jacques Chirac avec un taux de participation de 62,58 % des inscrits.
|                | PS                    | François Mitterrand | 68 846  | 58,87 %    | 91 531  | 70,89 %    |  |  |
|                | RPR                   | Jacques Chirac      | 23 228  | 19,86 %    | 37 583  | 29,11 %    |  |  |
|                | SE                    | Raymond Barre       | 19 125  | 16,35 %    |         |            |  |  |
|                | PC                    | André Lajoinie      | 2 319   | 1,98 %     |         |            |  |  |
|                | FN                    | Jean-Marie Le Pen   | 1 365   | 1,17 %     |         |            |  |  |
|                | LO                    | Arlette Laguiller   | 826     | 0,71 %     |         |            |  |  |
|                | Les Verts             | Antoine Waechter    | 686     | 0,59 %     |         |            |  |  |
|                | Communiste rénovateur | Pierre Juquin       | 350     | 0,3 %      |         |            |  |  |
|                | MPT                   | Pierre Boussel      | 193     | 0,17 %     |         |            |  |  |
|                |                       |                     |         |            |         |            |  |  |
|                |                       |                     | Nombre  | % inscrits | Nombre  | % inscrits |  |  |
| Inscrits       | Inscrits              | Inscrits            | 216 422 |            | 215 218 |            |  |  |
| Abstentions    | Abstentions           | Abstentions         | 91 703  | 42,37 %    | 80 543  | 37,42 %    |  |  |
| Votants        | Votants               | Votants             | 124 719 | 57,63 %    | 134 675 | 62,58 %    |  |  |
|                |                       |                     |         |            |         |            |  |  |
|                |                       |                     |         | % votants  |         | % votants  |  |  |
| Blancs ou nuls | Blancs ou nuls        | Blancs ou nuls      | 7 781   | 6,24 %     | 5 561   | 4,13 %     |  |  |
| Exprimés       | Exprimés              | Exprimés            | 116 938 | 93,76 %    | 129 114 | 95,87 %    |  |  |

### 1981
Lors de l'élection présidentielle de 1981, Giscard d'Estaing arrive en tête au premier tour et affronte, comme la fois précédente, Mitterrand. Pour la première fois, un président sortant est battu : Mitterrand devient le premier président de gauche de la Ve République.
En Martinique, Valéry Giscard d'Estaing arrive en tête du premier tour avec 72,11 % des exprimés, suivi de François Mitterrand (12,16 %), Jacques Chirac (10,11 %), Georges Marchais (2,46 %) et Arlette Laguiller (0,93 %). Au second tour, les électeurs ont voté à 57,08 % pour Valéry Giscard d'Estaing contre 19,44 % pour François Mitterrand avec un taux de participation de 55,07 % des inscrits.
|                | UDF            | Valéry Giscard d'Estaing | 62 422  | 72,11 %    | 80 653  | 80,56 %    |  |  |
|                | PS             | François Mitterrand      | 10 530  | 12,16 %    | 19 459  | 19,44 %    |  |  |
|                | RPR            | Jacques Chirac           | 8 753   | 10,11 %    |         |            |  |  |
|                | PC             | Georges Marchais         | 2 131   | 2,46 %     |         |            |  |  |
|                | LO             | Arlette Laguiller        | 801     | 0,93 %     |         |            |  |  |
|                | MEP            | Brice Lalonde            | 546     | 0,63 %     |         |            |  |  |
|                | Divers droite  | Marie-France Garaud      | 413     | 0,48 %     |         |            |  |  |
|                | Divers droite  | Michel Debré             | 386     | 0,45 %     |         |            |  |  |
|                | MRG            | Michel Crépeau           | 367     | 0,42 %     |         |            |  |  |
|                | PSU            | Huguette Bouchardeau     | 211     | 0,24 %     |         |            |  |  |
|                |                |                          |         |            |         |            |  |  |
|                |                |                          | Nombre  | % inscrits | Nombre  | % inscrits |  |  |
| Inscrits       | Inscrits       | Inscrits                 | 187 657 |            | 187 319 |            |  |  |
| Abstentions    | Abstentions    | Abstentions              | 97 053  | 51,72 %    | 84 169  | 44,93 %    |  |  |
| Votants        | Votants        | Votants                  | 90 604  | 48,28 %    | 103 150 | 55,07 %    |  |  |
|                |                |                          |         |            |         |            |  |  |
|                |                |                          |         | % votants  |         | % votants  |  |  |
| Blancs ou nuls | Blancs ou nuls | Blancs ou nuls           | 4 044   | 4,46 %     | 3 038   | 2,95 %     |  |  |
| Exprimés       | Exprimés       | Exprimés                 | 86 560  | 95,54 %    | 100 112 | 97,05 %    |  |  |

### 1974
L'élection présidentielle de 1974 est une élection anticipée à la suite de la mort de Georges Pompidou. François Mitterrand, candidat unique de la gauche, est largement en tête au premier tour devant Valéry Giscard d'Estaing, qui distance lui-même Jacques Chaban-Delmas. Au terme d'une campagne animée, marquée par un débat télévisé tendu, Valéry Giscard d'Estaing l'emporte avec une très courte avance.
En Martinique, Jacques Chaban-Delmas arrive en tête du premier tour avec 48,06 % des exprimés, suivi de François Mitterrand (34,91 %), Valéry Giscard d'Estaing (13,83 %), Arlette Laguiller (1,1 %) et Alain Krivine (0,41 %). Au second tour, les électeurs ont voté à 57,08 % pour Valéry Giscard d'Estaing contre 42,92 % pour François Mitterrand avec un taux de participation de 60,19 % des inscrits.
|                | UDR            | Jacques Chaban-Delmas    | 40 642  | 48,06 %    |         |            |  |  |
|                | PS             | François Mitterrand      | 29 523  | 34,91 %    | 41 441  | 42,92 %    |  |  |
|                | RI             | Valéry Giscard d'Estaing | 11 698  | 13,83 %    | 55 120  | 57,08 %    |  |  |
|                | LO             | Arlette Laguiller        | 931     | 1,1 %      |         |            |  |  |
|                | FCR            | Alain Krivine            | 349     | 0,41 %     |         |            |  |  |
|                | MFE            | Jean-Claude Sebag        | 349     | 0,41 %     |         |            |  |  |
|                | SE             | Jean Royer               | 279     | 0,33 %     |         |            |  |  |
|                | MDSF           | Émile Muller             | 199     | 0,24 %     |         |            |  |  |
|                | FN             | Jean-Marie Le Pen        | 183     | 0,22 %     |         |            |  |  |
|                | SE, écologiste | René Dumont              | 178     | 0,21 %     |         |            |  |  |
|                | NAR            | Bertrand Renouvin        | 137     | 0,16 %     |         |            |  |  |
|                |                |                          |         |            |         |            |  |  |
|                |                |                          | Nombre  | % inscrits | Nombre  | % inscrits |  |  |
| Inscrits       | Inscrits       | Inscrits                 | 164 497 |            | 164 979 |            |  |  |
| Abstentions    | Abstentions    | Abstentions              | 75 892  | 46,14 %    | 65 680  | 39,81 %    |  |  |
| Votants        | Votants        | Votants                  | 88 605  | 53,86 %    | 99 299  | 60,19 %    |  |  |
|                |                |                          |         |            |         |            |  |  |
|                |                |                          |         | % votants  |         | % votants  |  |  |
| Blancs ou nuls | Blancs ou nuls | Blancs ou nuls           | 4 036   | 4,56 %     | 2 738   | 2,76 %     |  |  |
| Exprimés       | Exprimés       | Exprimés                 | 84 569  | 95,44 %    | 96 561  | 97,24 %    |  |  |

### 1969
L'élection présidentielle de 1969 est une élection anticipée à la suite de la démission de De Gaulle. La gauche se lance désunie dans la course et, bien que Duclos (PCF) manque de le devancer, c'est le président par intérim Poher qui accède au second tour face à l'ex-Premier ministre Pompidou. Alors que Duclos refuse d'appeler à voter au second tour pour « bonnet blanc ou blanc bonnet », Pompidou est finalement largement élu.
En Martinique, Georges Pompidou arrive en tête du premier tour avec 74,07 % des exprimés, suivi de Jacques Duclos (16,14 %), Alain Poher (7,13 %), Gaston Defferre (1,26 %) et Alain Krivine (0,58 %). Au second tour, les électeurs ont voté à 91,01 % pour Georges Pompidou contre 8,99 % pour Alain Poher avec un taux de participation de 50,95 % des inscrits.
|                | UDR            | Georges Pompidou | 50 143  | 74,07 %    | 67 321  | 91,01 %    |  |  |
|                | PC             | Jacques Duclos   | 10 926  | 16,14 %    |         |            |  |  |
|                | CD             | Alain Poher      | 4 825   | 7,13 %     | 6 649   | 8,99 %     |  |  |
|                | SFIO           | Gaston Defferre  | 852     | 1,26 %     |         |            |  |  |
|                | LC             | Alain Krivine    | 391     | 0,58 %     |         |            |  |  |
|                | PSU            | Michel Rocard    | 296     | 0,44 %     |         |            |  |  |
|                | SE             | Louis Ducatel    | 261     | 0,39 %     |         |            |  |  |
|                |                |                  |         |            |         |            |  |  |
|                |                |                  | Nombre  | % inscrits | Nombre  | % inscrits |  |  |
| Inscrits       | Inscrits       | Inscrits         | 152 704 |            | 152 113 |            |  |  |
| Abstentions    | Abstentions    | Abstentions      | 81 200  | 53,17 %    | 74 607  | 49,05 %    |  |  |
| Votants        | Votants        | Votants          | 71 504  | 46,83 %    | 77 506  | 50,95 %    |  |  |
|                |                |                  |         |            |         |            |  |  |
|                |                |                  |         | % votants  |         | % votants  |  |  |
| Blancs ou nuls | Blancs ou nuls | Blancs ou nuls   | 3 810   | 5,33 %     | 3 536   | 4,56 %     |  |  |
| Exprimés       | Exprimés       | Exprimés         | 67 694  | 94,67 %    | 73 970  | 95,44 %    |  |  |

### 1965
L'élection présidentielle de 1965 est la première élection au suffrage universel direct à la suite du référendum d'octobre 1962. De Gaulle est mis en ballottage, à la surprise générale, par Mitterrand, candidat unique de la gauche. La campagne du second tour est axée sur l'Europe et les relations internationales ainsi que sur l'armement nucléaire. De Gaulle est finalement réélu avec une large avance.
En Martinique, Charles de Gaulle arrive en tête du premier tour avec 89,33 % des exprimés, suivi de François Mitterrand (9,14 %), Jean Lecanuet (0,55 %), Jean-Louis Tixier-Vignancour (0,4 %) et Pierre Marcilhacy (0,29 %). Au second tour, les électeurs ont voté à 89,7 % pour Charles de Gaulle contre 10,3 % pour François Mitterrand avec un taux de participation de 67,03 % des inscrits.
|                | UNR            | Charles de Gaulle            | 86 697  | 89,33 %    | 89 798  | 89,7 %     |  |  |
|                | CIR            | François Mitterrand          | 8 873   | 9,14 %     | 10 311  | 10,3 %     |  |  |
|                | MRP            | Jean Lecanuet                | 538     | 0,55 %     |         |            |  |  |
|                | SE             | Jean-Louis Tixier-Vignancour | 393     | 0,4 %      |         |            |  |  |
|                | PLE            | Pierre Marcilhacy            | 283     | 0,29 %     |         |            |  |  |
|                | SE             | Marcel Barbu                 | 266     | 0,27 %     |         |            |  |  |
|                |                |                              |         |            |         |            |  |  |
|                |                |                              | Nombre  | % inscrits | Nombre  | % inscrits |  |  |
| Inscrits       | Inscrits       | Inscrits                     | 151 172 |            | 150 543 |            |  |  |
| Abstentions    | Abstentions    | Abstentions                  | 52 716  | 34,87 %    | 49 631  | 32,97 %    |  |  |
| Votants        | Votants        | Votants                      | 98 456  | 65,13 %    | 100 912 | 67,03 %    |  |  |
|                |                |                              |         |            |         |            |  |  |
|                |                |                              |         | % votants  |         | % votants  |  |  |
| Blancs ou nuls | Blancs ou nuls | Blancs ou nuls               | 1 406   | 1,43 %     | 803     | 0,8 %      |  |  |
| Exprimés       | Exprimés       | Exprimés                     | 97 050  | 98,57 %    | 100 109 | 99,2 %     |  |  |